# Поварич, Илья Прохорович
Илья Прохорович Поварич (6 июля 1941 года, с. Рогово, Злынковский район, Орловская область, — 20 сентября 2015 года, г. Кемерово) — советский и российский учёный, ректор КемГУ (2005—2007), доктор экономических наук (1991), действительный член МАН ВШ (1994).

## Биография
Родился в с. Рогово Орловской области (ныне — Злынковский район Брянской области). После окончания в 1964 г. Донецкого политехнического института работал сначала горным мастером, затем заместителем и начальником участка на шахтах Донецка.
В 1973 г. защитил диссертацию на соискание учёной степени кандидата экономических наук.
С 1977 г. до 2005 — заведующий кафедрой в Кемеровском госуниверситете, а с 1981 до 2005 — одновременно и декан экономического факультета. С 14 ноября 2005 по 11 июля 2007 — ректор КемГУ. С 2007 вновь заведующий кафедрой менеджмента.
В июле 1991 г. в Томском государственном университете защитил докторскую диссертацию. В ноябре 1994 г. становится действительным членом МАН ВШ.
Автор ряда монографий и учебных пособий в области изучения рынка труда, вопросов стимулирования и мотивации работников, управленческой деятельности руководства предприятий и её оценке.

## Избранная библиография
- Поварич И. П., Прошкин Б. Г. Стимулирование труда: системный подход. — Новосибирск: Наука, 1990. — 198 с.
- Поварич И. П., Поварич М. Д. Рынок труда региона: проблемы функционирования и управления. Учебное пособие с грифом УМО. — Кемерово: ЮНИТИ ЛТД, 2003. — 412 с.[4]

## Награды и звания
В 1997 г. И. П. Поваричу присвоено почётное звание «Заслуженный экономист Российской Федерации», в 2001 г. он награждён медалью «За особый вклад в развитие Кузбасса» III степени и знаком «Шахтёрская слава» III степени, в 2004 г. — знаком «Трудовая слава» III степени, в 2006 г. — знаком «Горняцкая слава» всех трёх степеней.

## Память
Имя Поварича И. П. присвоено кафедре менеджмента 